# Desmodium occidentale
Desmodium occidentale là một loài thực vật có hoa trong họ Đậu. Loài này lần đầu tiên được Standley mô tả chính thức dựa trên công trình trước đó của C.V. Morton.